# Haluaghat
Haluaghat è un sottodistretto (upazila) del Bangladesh situato nel distretto di Mymensingh, divisione di Mymensingh. Si estende su una superficie di 356,07 km² e conta una popolazione di 290.043  abitanti (censimento 2011).